# أ. س. هوفمان
أ. س. هوفمان (بالإنجليزية: A. C. Hoffman)‏ هو مدير فني أمريكي، ولد في 1884، وتوفي في 31 يناير 1920 في شيكاغو في الولايات المتحدة.